# 清水誠 (教育学者)
清水 誠（しみず まこと、1950年 - ）は、日本の理科教育法研究者である。埼玉大学教育学部教授。研究分野は理科教育学、科学教育。埼玉県出身。

## 略歴
- 1967年　埼玉県立浦和高等学校卒業
- 1973年　埼玉大学教育学部中学校教員養成課程理科専攻卒業
- 1976年　埼玉大学教育学部附属中学校教諭
- 1991年　埼玉県教育局北足立北部教育事務所指導課指導主事
- 1994年　埼玉県教育局指導部指導第一課指導主事
- 1995年　埼玉県教育局指導部指導第一課主任指導主事
- 1997年　埼玉大学教育学部助教授
- 2003年　埼玉大学教育学部・大学院教育学研究科教授
- 2005年 放送大学大学院文化科学研究科教育開発プログラム修了。修士(学術）。

## 著書
- 『新・中学校理科　重点指導事項の実践開発』（新学習指導要領の指導事例）（清水誠・熊野善介・共著）, 明治図書出版 , 2009年